# Källsjön (Multrå socken, Ångermanland)
Källsjön är en sjö i Sollefteå kommun i Ångermanland och ingår i Ångermanälvens huvudavrinningsområde. Sjön är 15 meter djup, har en yta på 1,77 kvadratkilometer och är belägen 117 meter över havet. Sjön avvattnas av vattendraget Bruksån (Ladvattenån). Vid provfiske har bland annat abborre, gers, gädda och lake fångats i sjön.

## Delavrinningsområde
Källsjön ingår i det delavrinningsområde (699973-158089) som SMHI kallar för Utloppet av Källsjön. Medelhöjden är 184 meter över havet och ytan är 14,65 kvadratkilometer. Räknas de 10 avrinningsområdena uppströms in blir den ackumulerade arean 143,41 kvadratkilometer. Bruksån (Ladvattenån) som avvattnar avrinningsområdet har biflödesordning 2, vilket innebär att vattnet flödar genom totalt 2 vattendrag innan det når havet efter 45 kilometer. Avrinningsområdet består mestadels av skog (84 procent). Avrinningsområdet har 1,77 kvadratkilometer vattenytor vilket ger det en sjöprocent på 12,1 procent.

## Fisk
Vid provfiske har följande fisk fångats i sjön:
- Abborre
- Gärs
- Gädda
- Lake
- Mört
- Nors
- Sik
- Sutare